# Vincy-Reuil-et-Magny
Vincy-Reuil-et-Magny település Franciaországban, Aisne megyében. Lakosainak száma 103 fő (2022. január 1.). Vincy-Reuil-et-Magny Chaourse, Montcornet, Renneval, Sainte-Geneviève és Soize községekkel határos.

## Népesség
A település népessége az elmúlt években az alábbi módon változott:
| Lakosok száma | 178  | 160  | 140  | 132  | 127  | 121  | 117  | 116  | 111  | 103  |
|               | 1968 | 1982 | 1990 | 2006 | 2013 | 2015 | 2017 | 2019 | 2020 | 2022 |